# Žarko Varajić
Žarko Varajić (cirílico:Жарко Варајић) (Nikšić, 26 de dezembro de 1951 – Belgrado, 23 de junho de 2019) foi um basquetebolista montenegrino que integrou a Seleção Iugoslava que conquistou a medalha de prata disputadas no torneio de basquetebol nos XXII Jogos Olímpicos de Verão em 1976 em Montreal.
Pela equipe KK Bosna conquistou a Copa dos Campeões Europeus da FIBA de 1978–79.
Ele morreu aos 67 anos de idade, em 23 de junho de 2019.